# Lunar Transient Phenomena

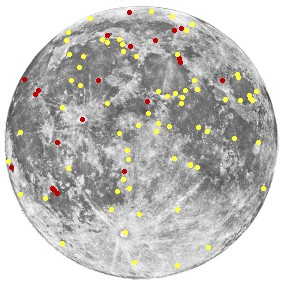
Verteilung von LTPs (als rötlicher Dunst erscheinende LTPs rot, andere gelb)

Als Lunar Transient Phenomena (LTP, auch Transient Lunar Phenomena, TLP; transiente Mondphänomene) werden kurzzeitige, lokale Helligkeits- oder Farbveränderungen auf der Oberfläche des Mondes bezeichnet, die bei astronomischer Beobachtung wahrgenommen werden. Der Astronom Patrick Moore prägte 1968 den Begriff Transient Lunar Phenomena.
Es wurden mehr als 1500 derartige Beobachtungen gemeldet. Viele sind jedoch sehr zweifelhaft, da sie vor allem von ungeübten Beobachtern unter extremen Bedingungen gemacht wurden – einige wenige Sichtungen sind jedoch auch durch erfahrene Astronomen erfolgt. So gelang zum Beispiel dem sowjetischen Astronomen Nikolai Kosyrew 1958 erstmals eine spektrale Aufnahme eines derartigen Phänomens im Krater Alphonsus. In diesem Lunar-Transient-Phenomena-Spektrum glaubte er, die spektrale Verteilung von Kohlenstoff in molekularer Verbindung erkennen zu können.
Die Ursache der Lunar Transient Phenomena ist bis heute unbekannt, kleine Impaktereignisse auf der Mondoberfläche werden als Ursache für möglich gehalten, jedoch wird vor allem ein Restvulkanismus des Mondes dafür verantwortlich gemacht. Obwohl der Mond im Wesentlichen erkaltet ist und keine Anzeichen eines aktiven Vulkanismus zeigt, könnten kleinere, noch geschmolzene Bereiche existieren, aus denen vulkanische Gase an die Oberfläche gelangen und durch Verwirbelung des Regoliths eine Veränderung der Albedos bewirken. Für diese Annahme spricht auch, dass die Beobachtungen stark auf wenige Mondkrater konzentriert sind: Fast ein Drittel der Beobachtungen wurden über dem Aristarchus gemacht; daneben sind anscheinend auch Plato und Alphonsus sehr aktiv. Beobachtungen gab es ebenso über Agrippa, Tycho, Kepler, Grimaldi, Copernicus, Bessel, Cassini, Messier, Ptolemaeus, Mare Crisium, Vallis Schröteri und andere lunare Oberflächenstrukturen.
Die Untersuchung dieses Phänomens wird von der Association of Lunar & Planetary Observers am Department of Planetary Sciences an der University of Arizona in Tucson koordiniert.